# Schwurbruderschaft
Schwurbruderschaft (lateinisch fraternitas iurata) bezeichnete im europäischen Mittelalter und der frühen Neuzeit ein künstliches Verwandtschaftsverhältnis zwischen zwei Freunden, die oft durch rituelle Handlungen auch im kirchlichen Rahmen besiegelt wurde. Zu diesen Ritualen konnte das Vermischen oder Austauschen des Blutes durch Trinken gehören (Blutsbrüderschaft). Für eine kulturübergreifende Einordnung siehe Bruder (Freundschaft).
Seit der Veröffentlichung des Buches Same-Sex Unions in Premodern Europe durch den Historiker John Boswell wird in der Geschichtswissenschaft, in der Lesben- und Schwulenbewegung, aber auch in den verschiedenen Kirchen darüber diskutiert, inwieweit diese Institution als Beweis gelten kann, dass das Christentum gleichgeschlechtliche Verbindungen in der Vergangenheit nicht nur anerkannt, sondern auch gesegnet habe.

## Geschichte
Anno 779 wird im Kapitular von Herstal (Belgien) in der fränkischen Reichsversammlung unter der Regentschaft Karls des Großen (747–814) die Schwurbruderschaft verboten; laut Artikel „16. Von denen, die sich gegenseitig in Gilden Eide leisten: daß niemand sich unterstehe, das zu tun. Anderes soll aber gelten für ihre Almosen oder bei Feuersbrunst oder bei Schiffbruch. Auch wenn sie Vereinbarungen schließen, soll niemand sich unterstehen, dabei einen Schwur abzulegen.“ Karl der Große befand diese unchristlichen Gilden für „Diabolgilden“, wovon die Sachsen mit gewaltsamem Übertritt zum Christentum abzuschwören hatten.

## Der Ritus der Adelphopoiesis
Als Ausgangspunkt dieser Diskussion dient dabei der Ritus der orthodoxen Kirche, die Adelphopoiesis (‚Verbrüderung‘, slaw. pobratimstwo bzw. posestrinstwo ‚Verschwesterung‘). Bereits 1914 hat Pawel Florenski die liturgischen Kernelemente dieses Ritus wie folgt gegliedert:
1. Die zukünftigen Brüder (oder Schwestern oder Bruder und Schwester) werden in der Kirche vor dem Altar positioniert, auf dem das Kreuz und das Evangelium ruhen; der ältere der beiden steht auf der rechten, der jüngere auf der linken Seite;
2. Gebete und Litaneien werden aufgesagt, die darum bitten, dass die beiden in Liebe vereint werden und sie an Beispiele der Freundschaft aus der Kirchengeschichte erinnern;
3. die beiden werden mit einem Gürtel aneinandergebunden und ihre Hände auf dem Evangelium platziert; jedem von ihnen wird eine Kerze gegeben;
4. die Verse (1 Kor 12,27–13,8 ELB) (Paulus über die Liebe) und (Joh 17,18–26 ELB) (Jesus über das Einssein) werden verlesen.
5. weitere Gebete wie die in Punkt 2 werden verlesen;
6. Das Vaterunser wird vorgelesen;
7. die zukünftigen Brüder bekommen die vorgeweihten Gaben aus einer gemeinsamen Schale überreicht;
8. sie werden um den Altar herumgeführt, während sie sich an den Händen halten und die Gemeinde das folgende Troparion singt: „Herr, schau vom Himmel und sieh“;
9. sie tauschen Küsse aus, und
10. die Gemeinde singt: Seht doch, wie gut und schön ist es, wenn Brüder miteinander in Eintracht wohnen. (Ps 133,1 ELB)

Eines der Gebete, die während dieser Zeremonie gesprochen wurden, lautet in deutscher Übersetzung:

„Unser allmächtiger Gott, der du vor den Zeiten warst und für alle Zeiten sein wirst, der sich herabließ, die Menschheit durch den Schoß der Mutter Gottes und Jungfrau Maria zu besuchen, sende deinen heiligen Engel auf diese deine Diener [Name] und [Name], dass sie einander lieben mögen, so wie deine heiligen Apostel Petrus und Paulus einander geliebt haben und Andreas und Jakob, Johannes und Thomas, Jakob, Philipp, Matthäus, Simon, Thaddeus, Matthias und die heiligen Märtyrer Sergius und Bacchus sowie Damian und Cosmas, nicht durch fleischliche Liebe, sondern durch den Glauben und die Liebe des Heiligen Geistes, dass sie alle Tage ihres Lebens in dieser Liebe verweilen. Durch Jesus Christus, unseren Herrn. Amen.“

Die Behauptung John Boswells (siehe weiter unten), dass Schwurbruderschaften als von der orthodoxen Kirche akzeptierte gleichgeschlechtlicher Partnerschaften (d. h. inkl. genitaler Handlungen) in der Form der Adelphopoiesis legitimiert wurden, ist jedoch nicht haltbar. Der ursprüngliche Zweck der Adelphopoiesis war, eine geistige Verwandtschaft (wie bei einer Taufpatenschaft) herzustellen (siehe weiter unten). Entgegen den gegenteiligen Behauptungen von Boswells Kritikern muss die Schwurbruderschaft jedoch tatsächlich auch von gleichgeschlechtlichen Paaren in Anspruch genommen worden sein. Das belegt das orthodoxe kanonische Recht, das die Abschaffung der Adelphopoiesis im oströmischen Recht und in den kirchlichen Kanones damit begründet, dass die Schwurbruderschaft zur „Erfüllung fleischlicher Lüste und sinnlicher Leidenschaften“ missbraucht worden sei.
Hans Christian Andersen beschrieb diesen Brauch in seinem Märchen Der Freundschaftsbund.

## Bruderschaften in der Westkirche
In der katholischen Kirche waren Priester bis weit in die Neuzeit selbst an Eheschließungen nur selten beteiligt (die Formpflicht wurde erst durch das Konzil von Trient eingeführt, wobei die Umsetzung dieser Vorschrift in einzelnen Ländern teilweise erst viel später erfolgte). Das und einiges andere spricht eher dagegen, dass der Ritus der Adelphopoiesis, der in lateinischer Übersetzung als ordo ad fratres faciendum vorliegt, im Westen breite Verwendung gefunden hätte. Jedoch wird er teilweise noch von der Altkatholischen Kirche praktiziert.
Wenn also nicht im Rahmen einer Messe und vor einem Priester, so pflegten Brüder ihren Schwur doch über einem Altarstein abzulegen und dies der Gemeinde vor der Kirchentür kundzutun. Mehr noch als der Schwur war es jedoch das mögliche gemeinsame Begräbnis, das der „künstlichen Bruderschaft“ eine religiöse Einbindung verlieh. Die Verbreitung dieser Praxis belegen alte englische und irische Friedhöfe, auf denen sich eine Reihe von Gräbern mit dem Namen zweier Männer finden lassen. Die Inschriften sind oft Zeugnisse unsterblicher Zuneigung: „Die Liebe verband sie als Lebende. Also möge sie die Erde auch als Tote vereinen.“
Eine der frühesten Quellen, die den Ritus der Verbrüderung im lateinischen Westen beschreiben, ist die antiirische Propagandaschrift Topographica Hibernica des Giraldus Cambrensis (ca. 1146–1223). Es handelt sich dabei, der Intention des Werks entsprechend, um eine satirische Überzeichnung, die den Iren zur Last legt, den christlichen Ritus durch heidnische Elemente pervertiert zu haben:

„Zwischen den vielen anderen Täuschungen ihrer feindseligen Art ist diese eine besonders lehrreich. Unter dem Anschein von Religion und Frieden kommen sie mit dem Mann, mit dem sie sich vereinen wollen, an einem heiligen Platz zusammen. Zuerst schließen sie Bünde spiritueller Bruderschaft [compaternitatis foedera]. Dann tragen sie sich gegenseitig dreimal um die Kirche. Anschließend gehen sie in die Kirche, und vor dem Altar, in der Anwesenheit der Reliquien der Heiligen, werden viele Eide geschworen. Zuletzt werden sie durch die Feier einer Messe und die Gebete von Priestern unauflöslich miteinander verbunden, so wie bei einer Verlobung.
Aber ganz am Ende, zur größeren Befestigung ihrer Freundschaft und um die Dinge abzuschließen, trinkt jeder des anderen Blut: dies behielten sie vom Ritus der Heiden bei, die Blut zur Besiegelung von Eiden verwenden. Wie oft wird in eben diesem Moment der Verlobung von diesen gewalttätigen und betrügerischen Männern Blut vergossen, so arglistig und feindselig, dass der eine oder der andere von Blut entleert zurückbleibt! Wie oft folgt der Verlobung in dieser unangebrachten Stunde eine blutige Scheidung, geht ihr voraus oder unterbricht sie sogar in noch nie gehörter Weise.“

Zweihundert Jahre nach der Polemik von Geraldus über die irischen Verbrüderungsriten heißt es in einer offiziellen Chronik der Bürgerkriegsjahre über das erste Treffen zwischen König Eduard II. von England und Piers Gaveston, 1. Earl of Cornwall:

„Als der Sohn des Königs ihn betrachtete, empfand er geradewegs so viel Liebe, dass er einen Bruderschaftsbund mit ihm einging, und, wählend, sich fest entschloss, vor allen Sterblichen ein unauflösliche Band der Liebe mit ihm zu knüpfen.“

Solche Beschreibungen hatten ein biblisches Vorbild, den Bund zwischen David und seinem ‚Bruder‘ Jonatan:

„Nach dem Gespräch Davids mit Saul schloss Jonatan David in sein Herz. Und Jonatan liebte David wie sein eigenes Leben. Saul behielt David von jenem Tag an bei sich und ließ ihn nicht mehr in das Haus seines Vaters zurückkehren. Jonatan schloss mit David einen Bund, weil er ihn wie sein eigenes Leben liebte.“

(1 Sam 18,1–3 )
Doch auch die weltliche Literatur erhob die Liebe zwischen zwei geschworenen Brüdern zum romantischen Ideal. Dies belegen zahlreiche Werke, die teils auf populären Stoffen beruhten, wie die Geschichte von Horn und seinem geschworenen Bruder Ayol, Adam Bell, die Romanze zwischen Floris und Blancheflour, der Guy of Warwicke oder die Ballade von Bewick und Graham.
Eine Mischung aus säkularer und religiöser Literatur stellte die von einem Kleriker vor dem 14. Jahrhundert erstellte lateinischen Version von Amys und Amylion dar, einer populären Volkssage, die sich in verschiedenen Kulturen von Indien bis zum Atlantik nachweisen lässt. In ihrer christianisierten Fassung handelt sie von zwei geschworenen Brüdern, die für Karl den Großen kämpften und nach ihrem Tod zunächst getrennt bestattet wurden. Doch im Laufe der Nacht bewegten sich ihre Leichname aufeinander zu, und am nächsten Morgen fand man sie Seite an Seite liegend. Die Worte, die der Schilderung dieses Wunders vorausgehen, erinnern fast wörtlich an die oben zitierte Grabinschrift: „So wie Gott sie im Leben durch Eintracht und Liebe verbunden hatte, so wollte er nicht, dass sie im Tode voneinander getrennt würden.“
Aufgrund der relativen Stereotypie, mit der diese Formel verwandt wurde, darf man vermuten, dass es sich um eine Anspielung auf das Matthäus-Evangelium handelt, wo Jesus Christus die Unauflöslichkeit der Ehe mit den Worten begründet: „Was aber Gott verbunden hat, das darf der Mensch nicht trennen.“
(Mt 19,6 ).

## Heutige historische Einordnung
Der Ritus der Schwurbruderschaft hat unter Historikern, die sich mit der Geschichte der Homosexualität befassen, in den letzten Jahren größere Beachtung gefunden, da sie das bisherige Bild des Mittelalters und der frühen Neuzeit in vielerlei Hinsicht modifiziert. John Boswell nahm es in seinem 1994 erschienenen Buch Same-Sex Unions in Premodern Europe zum Beleg für seine These, dass das Christentum nicht immer homosexuellenfeindliche Positionen vertreten habe. Allerdings setzt er dabei einen modernen Begriff an, der für das Mittelalter noch keinerlei Bedeutung hatte: die Konstruktion des Homosexuellen als eigenständigen Personentyp.
Differenzierter erforschte der in den gay & lesbian studies nicht minder bekannte Historiker Alan Bray den Ritus der Verbrüderung am Beispiel englischer Quellen. In seinem postum erschienenen Werk The Friend versucht er, diese Institution aus der Mentalität und dem Gefüge der mittelalterlichen Gesellschaft zu rekonstruieren. Künstliche Verwandtschaftsbeziehungen, für welche die Schwurbruderschaft lediglich ein Beispiel darstellt, hatten in der Vormoderne demnach eine zentrale Funktion für die horizontale Verstrebung der einzelnen Haushalte. Nicht nur leisteten sich die beiden ‚Brüder‘ gegenseitigen Waffenschutz, was in einer Gesellschaft, die durch die Fehde gekennzeichnet war, ein nicht zu unterschätzender Aspekt der allgemeinen Lebenssicherheit war. Vielmehr verbanden Schwurbruderschaften auch ganze Familien miteinander, weshalb solche Freundschaften nicht selten von den Eltern gefördert wurden.
Darüber hinaus muss betont werden, dass diese Institution nicht als Alternative zur Ehe konzipiert war. Vielmehr übte sie auch im Fall einer späteren Heirat und Familiengründung eine fortdauernde Sicherungsfunktion aus: Starb einer der beiden Brüder, sah sich der andere in der Pflicht, die Familie, die jener zurückgelassen hatte, mit den ihm verfügbaren Mitteln zu unterstützen. Dem diente unter anderem die Institution der compaternitas (Patenschaft, wörtlich Mitvaterschaft), mit der die Verantwortung für Kinder – die während ihrer Jugend oft in mehreren Haushalten lebten – ein Stück weit kollektiviert wurde.
Die Schwurbruderschaft ist daher nicht allein als romantische Beziehungsform zu sehen, sondern muss, wie die Ehe zu jenen Zeiten, trotz ihrer literarischen und liturgischen Rahmung in den Begriffen von Liebe und Treue, auch unter dem Aspekt ihrer materiellen Sicherungs- und Versorgungsfunktion betrachtet werden.
Demgegenüber interessieren sich heutige christliche Theologen, die die Ergebnisse solcher Forschungen nicht selten als Angriff auf ihre Lehrposition betrachten, vor allem für die Frage, ob diese Beziehungen keusch gewesen seien. Diese Frage lässt sich auf der Basis des existierenden Quellenmaterials jedoch kaum allgemeingültig beantworten. Alan Bray schreibt hierzu:

„Eine zweite unbehagliche Schwierigkeit ist der Nachweis für Boswells konsequente Sicht, dass Schwurbruderschaft eine Beziehung zwischen zwei Männern oder Frauen sein konnte, die sexuell war (oder werden konnte). Die Chronik des Zisterzienser-Klosters von Meaux in Yorkshire aus dem 14. Jahrhundert – ein Werk herausragender Gelehrsamkeit – verzeichnete, dass Eduard II. „in vitio sodomitico nimium delectabat“ [sich besonders am Laster der Sodomie erfreute], und Gavestons moderner Biograph schließt daraus verständlicherweise, dass es außer Frage steht, dass Gavestons und Eduards Beziehung sexuell war. Dies ist vom kanonischen Recht der Kirche natürlich nicht unterstützt worden, aber es ist unwahrscheinlich, dass Eduard und Gaveston in dieser Hinsicht einzigartig waren. Es gab eine vergleichbare sexuelle Ambivalenz bezüglich der anderen Formen ritueller Verwandtschaft, die Giraldus’ gesamte Darstellung heraufbeschwört. Kirchliche Gerichte missbilligten sexuelle Beziehungen, bevor eine Verlobung in der Kirche gefeiert wurde, und unterstützten sexuelle Beziehungen zwischen den spirituellen Verwandten der compaternitas, den commatres und compatres, nicht; aber die Missbilligung sexueller Beziehungen nach einer Verlobung wurde weithin missachtet, und die besondere Freude sexueller Beziehungen mit jemandes commatres und compatres war eine gute Quelle für Witze während des gesamten Mittelalters.“